# Grabniak (Mińsk)
Pour les articles homonymes, voir Grabniak.
Grabniak (prononciation : [ˈɡrabɲak]) est un village polonais de la gmina de Dobre dans le powiat de Mińsk de la voïvodie de Mazovie dans le centre-est de la Pologne.
Il se situe à environ 3 kilomètres au sud-ouest de Dobre (siège de la gmina), 15 kilomètres au nord-est de Mińsk Mazowiecki (siège du powiat) et à 46 kilomètres à l'est de Varsovie (capitale de la Pologne).
Le village compte approximativement une population de 90 habitants en 2006.

## Histoire
De 1975 à 1998, le village appartenait administrativement à la voïvodie de Siedlce.